# Hørby Færgekro
 For alternative betydninger, se Hørby. (Se også artikler, som begynder med Hørby)
Hørby Færgekro er en færgekro ved Hørby færgested på Tuse Næs ved Isefjorden og Holbæk Fjord lige over for Holbæk. Det gamle færgested har ligget her ligeså længe, som Holbæk by har eksisteret (ca. 800 år). Færgekroen er første gang registreret i 1730, hvor rejsende har brugt den som hvilested, før de drog videre. En lille færge, der sejlede fra Hørby Havn til Holbæk, havde sin glansperiode i 1950'erne og første del af 1960'erne, hvor den fragtede skolebørn og udflugtsturister over fjorden. Men den generelle udvikling kombineret med en stadig mere udbygget bustrafik gjorde gradvis færgen urentabel, hvorefter den blev indstillet i 1972.
Hørby færgested, der ligger tæt ved Hørby Færgekro, er en afløser for den oprindelige landsby, Hørbye Ladeplads, som indtil udskiftningen i slutningen af 1700-tallet lå længere inde i landet ved kirken og herregården ca. 1,5 km nordvest for færgestedet. Den ændring, som udskiftningen bidrog til med overgangen fra dyrkningsfællesskab på en række fælles bymarker til udskilte jordlodder, resulterede de fleste steder i,at flere gårde flyttede fra landsbyerne ud på den enkelte gårds marker. I Hørby foregik udskiftningen ved udflytning af samtlige mere end 20 gårde, så kun herregården Hørbygård og Hørby Kirke var tilbage på landsbyens plads. Mange af de udskiftede gårde samlede sig ved den lille havn, der hed Hørbye Ladeplads, men som gradvis ændrede navn til Hørby og Hørby Færgested og Havn. 
Kroen blev ødelagt af en brand i 1968, hvorefter den blev genopbygget i sin moderne flade form. Forskellen er meget tydelig, når man sammenligner den nye med Hørby Færgekro i den danske familiefilm Færgekroen fra 1956, hvor kroen ligger som i 1800-tallet. Filmen foregår omkring Hørby Færgekro og en konflikt om den lille færge, der udvikler sig til en konflikt mellem hygge og den udvikling, der truer med at ødelægge den lokale idyl. 
I 2021 blev kroen overtaget af familien Fogtmann. Hele kroen har efterfølgende blevet gennemrenoveret.
Hørby Færgekro er også med i et afsnit af tv-serien Rejseholdet.

## Eksterne links
- Hørby Færgekro – Hjemmeside
- Hørby Færgekro på danskefilm.dk
- Filmen Færgekroen fra 1956 på danskefilm.dk

55°44′06″N 11°42′14″Ø / 55.73501°N 11.70399°Ø